# Onobrychis heterophylla
Onobrychis heterophylla är en ärtväxtart som beskrevs av Carl Anton von Meyer. Onobrychis heterophylla ingår i släktet esparsetter, och familjen ärtväxter. Inga underarter finns listade i Catalogue of Life.